# Vlag van Zandvoort

Vlag van Zandvoort

De vlag van Zandvoort werd op 18 oktober 1949 aangenomen als gemeentelijke vlag. De vlag toont twee horizontale banen van gelijke hoogte. De bovenste baan is geel en de onderste is blauw. De kleuren zijn gelijk aan de kleuren die gebruikt worden in het wapen van Zandvoort. De gouden vissen op het wapen zijn belangrijker dan het blauwe schild, om die reden is de gele baan ook belangrijker en dus bovenaan de vlag geplaatst.

## Verwante afbeeldingen

Het wapen van Zandvoort
Variant met wapen waarmee lokaal gevlagd wordt

Aalsmeer · Alkmaar · Amstelveen · Amsterdam · Bergen · Beverwijk · Blaricum · Bloemendaal · Castricum · Den Helder · Diemen · Dijk en Waard · Drechterland · Edam-Volendam · Enkhuizen · Gooise Meren · Haarlem · Haarlemmermeer · Heemskerk · Heemstede · Heiloo · Hilversum · Hollands Kroon · Hoorn · Huizen · Koggenland · Landsmeer · Laren · Medemblik · Oostzaan · Opmeer · Ouder-Amstel · Purmerend · Schagen · Stede Broec · Texel · Uitgeest · Uithoorn · Velsen · Waterland · Wijdemeren · Wormerland · Zaanstad · Zandvoort